# Aleksandr Korobkow (generał)
Aleksandr Andriejewicz Korobkow (ros. Александр Андреевич Коробков, ur. 8 czerwca?/20 czerwca 1897 w Pietrowsku (obecnie w obwodzie saratowskim), zm. 22 lipca 1941 w Kommunarce) – radziecki generał major.

## Życiorys
W latach 1915–1918 służył w rosyjskiej armii jako chorąży (w 1916 skończył szkołę chorążych w Orenburgu), walczył w I wojnie światowej na Froncie Południowo-Zachodnim, dowodził plutonem piechoty. 
Od sierpnia 1918 służył w Armii Czerwonej, dowodził plutonem i kompanią na Froncie Wschodnim wojny domowej, w 1922 ukończył Akademię Wojskową im. Frunzego, a w 1932 kursy doskonalenia kadry dowódczej. W 1936 został dowódcą 100 Dywizji Piechoty, od maja 1939 dowodził 16 Korpusem Piechoty Białoruskiego Okręgu Wojskowego, a od lipca 1940 Zachodniego Specjalnego Okręgu Wojskowego, w styczniu 1941 wyznaczono go dowódcą 4 Armii tego okręgu. Otrzymał Order Czerwonego Sztandaru. 
Po ataku Niemiec na ZSRR dowodził walkami obronnymi armii na Froncie Zachodnim w rejonie Brześcia, Baranowicz i Pińska, jednak armia ta poniosła wielkie straty. 30 czerwca 1941 został odsunięty od dowodzenia armią, a 9 lipca aresztowany i 22 lipca 1941 skazany na śmierć przez Kolegium Wojskowe Sądu Najwyższego ZSRR pod zarzutem karygodnego niedbalstwa i tchórzostwa i rozstrzelany. 
31 lipca 1957 pośmiertnie zrehabilitowany.